# Refunite
REFUNITE (Refugiados Unidos, Refugees United en inglés) es una organización sin ánimo de lucro que fundaron los hermanos daneses David y Cristopher Mikkelsen, con el propósito de "ayudar a los refugiados y a los desplazados internos a buscar a sus seres queridos que han desaparecido". Se basa en soluciones en línea y móviles para ayudar a las familias a contactar de nuevo. Las familias pueden buscar a sus seres queridos a través de diversos puntos de contacto, entre ellos está la página web https://m.refunite.org, vía SMS o USSD así como mediante un número de asistencia. La plataforma de contacto/reconexión de familias de REFUNITE permite a los usuarios registrarse, buscar a aquellos seres queridos que también estén inscritos y mandarles mensajes.
REFUNITE funciona mediante colaboraciones con individuos, organizaciones, corporaciones y agencias humanitarias de ideología afín. Su sede central está localizada en Copenhague, Dinamarca, pero sus principales laboratorios de desarrollo y operaciones se encuentran en Nairobi, Kenia.

## Historia
REFUNITE se fundó en 2008 por dos hermanos daneses, David y Christopher Mikkelsen, tras un viaje personal en el que trataron de reconectar a un joven refugiado afgano con su familia. En su búsqueda, los dos hermanos descubrieron que los programas ya existentes de rastreo de familias carecían de tecnología colaborativa transfronteriza y que el proceso de reunificación familiar estaba a menudo vinculado a procedimientos y papeleo engorrosos.
Esto es lo que motivó a David y Christopher a desarrollar una plataforma mundial, centralizada y gratuita, que permitiera que los refugiados y otros desplazados internos separados durante su tránsito buscaran a sus seres queridos y se pusieran en contacto con ellos. La organización proporciona el servicio de reconexión familiar, pero son los usuarios quienes llevan a cabo la búsqueda real, democratizando así el acceso al rastreo familiar.
De los 65,3 millones de desplazados forzosos en todo el mundo, la mayoría no tiene acceso a Internet y tienen teléfonos móviles muy sencillos. REFUNITE se centra en hacer que su servicio esté disponible para tantos usuarios como sea posible y a través de varios puntos de contacto, desde la tecnología básica hasta la más sofisticada.
Junto con Ericsson, REFUNITE se ha asociado a una coalición mundial de operadores móviles. A través de estas asociaciones, la organización puede comunicarse directamente con millones de desplazados forzosos mediante SMS y ofrece un acceso gratuito a la plataforma. Hasta el momento, hay más de un millón de personas que se han registrado en REFUNITE y que siguen buscando a sus seres queridos cada día. De hecho, REFUNITE ayuda a unas 200-250 familias cada mes a ponerse en contacto de nuevo.
Miles de nuevos usuarios procedentes de todo el mundo se suman a REFUNITE cada semana. Parte del esfuerzo de la organización para hacer que este servicio esté a disposición de todos es asegurarse de que esté disponible en el mayor número de idiomas posible. REFUNITE está constantemente añadiendo nuevos idiomas a la plataforma, con su web disponible en siete idiomas, entre las que se encuentran inglés, suajili, somalí, árabe, francés, árabe sudanés y amárico.

## La tecnología de REFUNITE

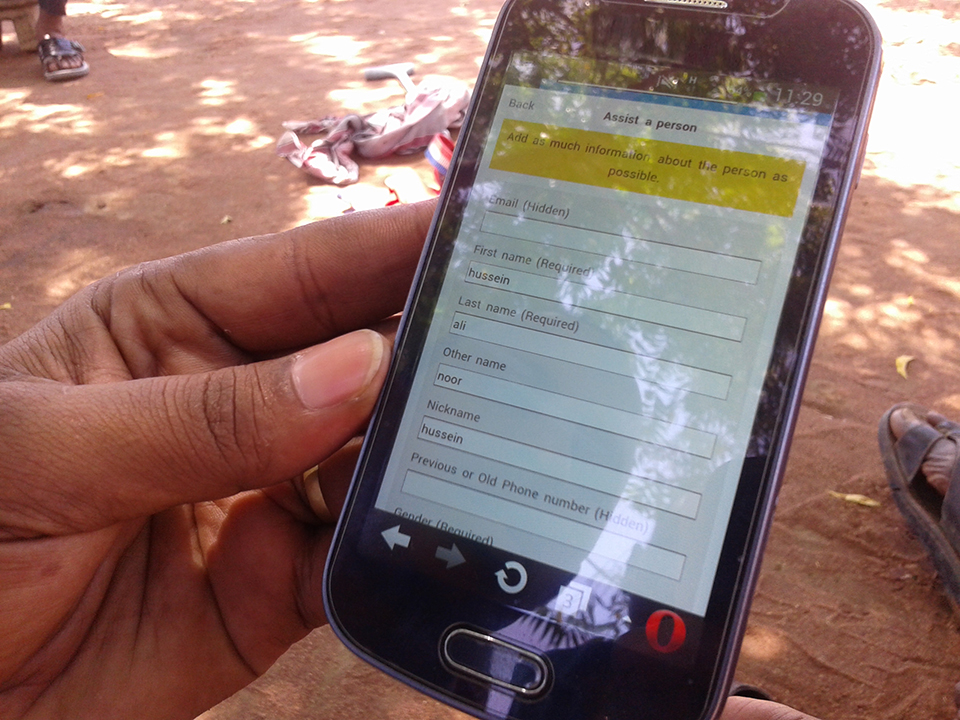
Un voluntario de REFUNITE ayudando a un destinatario a registrase a través del móvil

### Página web
Se puede acceder a la plataforma de contacto de familias a través de la web oficial o directamente desde https://m.refunite.org/. La herramienta de búsqueda está disponible en siete lenguas: inglés, amhárico, árabe, somalí, suajili, francés, y árabe sudanés. Cualquier persona con conexión a internet puede acceder a la página.

### SMS
En los países donde REFUNITE colabora con las operadoras de telefonía locales, se puede acceder a la plataforma de forma gratuita vía SMS. Incluso los beneficiarios con teléfonos de características básicas pueden utilizar REFUNITE sin acceso a internet y sin costes. Actualmente, el servicio de SMS está disponible en cuatro países: Somalia, Jordania, Turquía e Irak. Los suscriptores de ciertas redes telefónicas pueden unirse a la plataforma mediante una simple respuesta a un mensaje de móvil, tras de lo cual se les redirigirá a un formulario de registro con una serie de pasos para rellenarlo, completar su perfil, buscar a sus seres queridos y, si los encuentran, mandarles mensajes.

### USSD
Se puede acceder a la plataforma de contacto/reconexión de familias de REFUNITE a través de USSD (Servicio Suplementario de Datos no Estructurados), lo cual facilita el acceso mediante telefonía básica. Este servicio está disponible actualmente en Kenia, y en la República Democrática del Congo. Los usuarios pueden buscar a través de cierto código corto. A través de USSD, también se pueden mandar y recibir mensajes de unos usuarios a otros.

## Recolección de datos y política de privacidad
Los usuarios solo comparten la información que les hace sentir lo suficientemente seguros y cómodos, aquella que les permite mantenerse anónimos. Aunque es necesario facilitar un número de teléfono para inscribirse, este se mantiene oculto y solo se utiliza para iniciar sesión a través de la web o para recibir mensajes directamente al teléfono. Si bien REFUNITE anima a sus usuarios a proporcionar la mayor cantidad de información posible, también entiende que compartir cierta información puede preocupar a algunas personas. Por ello, los usuarios pueden elegir qué información pública quieren compartir, dándoles la opción, por ejemplo, de mostrar datos personales solo a familiares y amigos íntimos, como las fechas de cumpleaños, la comida favorita, u otra información personal específica.

## Voluntarios sin fronteras

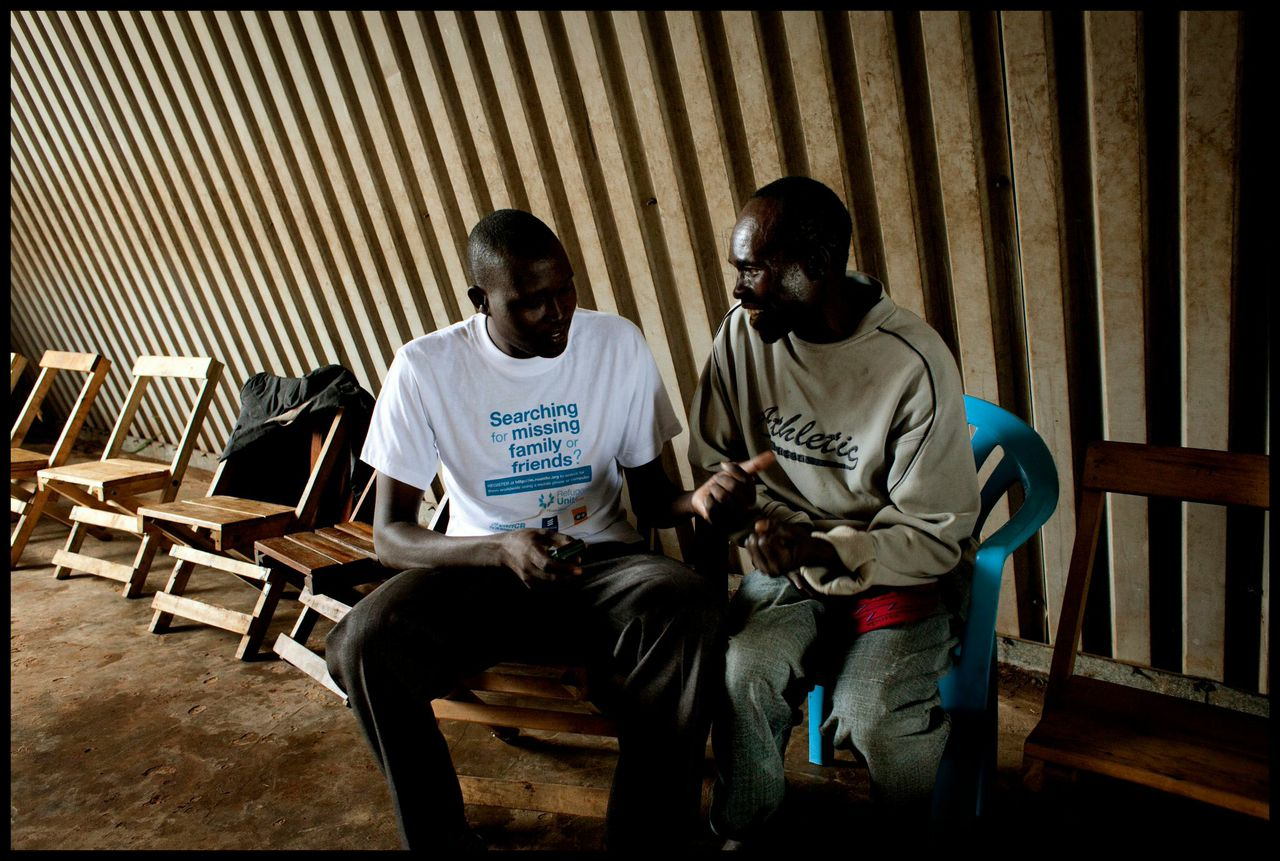
Los voluntarios sin fronteras de REFUNITE ayudan a sus beneficiarios a registrarse, a buscar a sus familiares e incluso a compartir la historia sobre su reencuentro con la organización

REFUNITE trabaja con voluntarios sin fronteras en el campo de refugiados en Kakuma, Kenia. La organización ha actuado conjuntamente con ACNUR, así como con otras organizaciones que operan en campos, para enseñar la tecnología de REFUNITE a los refugiados locales. De esta manera, muchos de ellos pueden ayudar a otros a inscribirse. Gran parte de los voluntarios, que son también refugiados, buscan a sus familiares y ayudan a otros al mismo tiempo. Pasean por los campos mientras promocionan el servicio de esta organización  y sirven de apoyo a cualquiera que esté interesado en registrarse y en empezar a buscar. Estas personas son una parte importantísima de REFUNITE, dado que son clave para el fomento del servicio y ayudan a favorecer la confianza entre la organización y sus beneficiarios en los campos de refugiados. 

## Películas de REFUNITE
- Lost and Found - The Story of Refugees United Creada con MediaStorm
- Estelle's Story Creada con Ericsson y House of Radon
- Ericsson and Refugees United, an Idea that Inspires
- Más vídeos en la página de Vimeo de REFUNITE.

## Premios
- 2016, 25 más atrevidos (enlace roto disponible en Internet Archive; véase el historial, la primera versión y la última). Condé Nast, Vanity Fair y WIRED[2]
- 2013, Ars Electronica Premio a la distinción en la categoría de Comunidades Digitales[3]
- 2013,  Premios "Lovie" Lost and Found - The Story of Refugees United[4]
- 2012,2012 Ganador del premio Webby “Lost and Found - The Story of Refugees United”[5]
- 2011, PopTech: Social Innovation Fellows
- 2008, Premio Mobile Pioneers

## Socios

### Socios corporativos
Entre los socios corporativos de REFUNITE se cuentan, entre otros, operadoras de redes de comunicaciones móviles que permiten que la organización se comunique directamente con los refugiados y les manden mensajes de texto a sus teléfonos. Los socios de REFUNITE son:
- Ericsson[6]
- Safaricom en Kenia
- Vodacom DRC en la República Democrática del Congo
- Telesom en Somalia
- Avea en Turquía
- Asiacell en Irak
- Zain Group en Jordania y en el Sudán meridional.

### Free BasicsvíaFacebook
En colaboración con Internet.org a través de Facebook, se puede acceder a la herramienta de búsqueda de móviles de REFUNITE (https://m.refunite.org) de forma gratuita mediante Free Basics en 14 países: República Democrática del Congo, Ghana, Irak, Kenia, Liberia, Malaui, Níger, Nigeria, Pakistán, Filipinas, Ruanda, Sudáfrica y Tanzania.

### Socios humanitarios
REFUNITE ha colaborado con varias organizaciones humanitarias, entre ellas el Comité Internacional de Rescate (IRC, en sus siglas en inglés) y la Agencia de refugiados de las Naciones Unidas (ACNUR).

### Financiadores
REFUNITE está financiado por la Fundación IKEA. También los financian Omidyar Network, la fundación Maersk, la fundación Danfoss, la fundación LEGO, SAP y muchos otros.